# Skåne-Tranås
Skåne-Tranås – miejscowość (tätort) w Szwecji, w regionie administracyjnym (län) Skania, w gminie Tomelilla.
Według danych Szwedzkiego Urzędu Statystycznego liczba ludności wyniosła: 226 (31 grudnia 2015), 224 (31 grudnia 2018) i 235 (31 grudnia 2019).